# Vittorio De Sica
Vittorio De Sica (7 tháng 7 năm 1902 - 13 tháng 11 năm 1974) là một đạo diễn và diễn viên người Ý. Ông được coi là một trong những đạo diễn vĩ đại nhất của điện ảnh Ý thế kỉ 20 và là người đi tiên phong của trào lưu hiện thực mới (neorealism) trong nghệ thuật điện ảnh.
Vittorio De Sica cùng với Federico Fellini là hai đạo diễn Ý có tới 4 bộ phim từng giành Giải Oscar cho phim nói tiếng nước ngoài hay nhất.

## Tiểu sử
Vittorio De Sica sinh ngày 7 tháng 7 năm 1902 tại Sora, một thành phố nhỏ nằm gần thủ đô Roma của Ý. Chỉ ít lâu sau khi sinh, bố của Vittorio là ông Umberto De Sica, một nhân viên ngân hàng và là hình mẫu cho bộ phim Umberto D. của đạo diễn sau này, đã đưa cả gia đình chuyển xuống Napoli. Gia đình De Sica ở đây cho đến năm 1914 khi Chiến tranh thế giới thứ nhất bắt đầu thì một lần nữa lại chuyển về thành phố Firenze.
Tại Firenze, cậu bé 15 tuổi Vittorio đã lần đầu tiên tham gia vào các vở kịch nhỏ biểu diễn phục vụ các binh sĩ Ý bị thương.

## Sự nghiệp
Trong thời gian học ngành kế toán ở đại học, Vittorio được nhận một vai nhỏ trong bộ phim Il Processo Clemenceau của đạo diễn Alfredo De Antoni. Nhưng ông chỉ thực sự bắt đầu nghề diễn viên vào năm 1923 khi tham gia đoàn kịch của nữ diễn viên nổi tiếng Tatiana Pavlova. Năm 1925 ông chuyển sang đoàn kịch của Italia Almirante và đến năm 1927 là đoàn kịch của Luigi Almirante nơi ông gặp người vợ đầu tiên của mình, bà Giuditta Rissone.
Năm 1932, De Sica được giao vai chính trong bộ phim Gli Uomini, che mascalzoni! của đạo diễn Mario Mattoli và bắt đầu được công chúng biết tới. Năm 1933, ông cùng vợ mình, bà Rissone, và người bạn Sergio Tofano thành lập riêng một đoàn kịch chuyên diễn các tác phẩm hài của Pierre Beaumarchais. De Sica gắn bó với sân khấu kịch mãi đến năm 1949 mới thực sự tập trung vào sự nghiệp điện ảnh. Trong thời gian này ông cũng trở thành ngôi sao trong nhiều bộ phim của các đạo diễn Amleto Palermi, Mario Camerini, Carlo Ludovico Bragaglia và Mario Mattoli.
De Sica bắt đầu đạo diễn bộ phim đầu tiên năm 1940 khi thực hiện hai tác phẩm Maddalena, zero in condotta và Rose scarlatte (hợp tác với Giuseppe Amato). Bộ phim thứ ba của De Sica, Teresa Venerdì (1941), đã giới thiệu với công chúng nữ diễn viên sau này trở thành ngôi sao điện ảnh Ý và là một trong hai nữ diễn viên Ý đoạt Giải Oscar Nữ diễn viên chính xuất sắc nhất, đó là Anna Magnani.
Năm 1944 De Sica bắt đầu chuyển hướng sáng tác theo chủ nghĩa hiện thực mới (neorealism) với bộ phim I Bambini ci guardano, đây cũng là tác phẩm đánh dấu sự hợp tác gắn bó lâu dài giữa đạo diễn với nhà biên kịch Cesare Zavattini và ngôi sao điện ảnh Marcello Mastroianni. Bốn bộ phim tiếp theo của Vittorio đều là những tác phẩm lớn của điện ảnh thế giới, đó là các phim Sciuscià (1946), Kẻ cắp xe đạp (Ladri di biciclette, 1948), Miracolo a Milano (1951) và Umberto D. (1952).
Trong thập niên 1960 và 1970, De Sica tiếp tục có các bộ phim thành công như L'Or de Naples (1954), La Ciociara (1961), Ieri, oggi, domani (1963) và Il Giardino dei Finzi Contini (1971). Trong số này, bộ phim La Ciociara đã đưa tên tuổi nữ diễn viên Sophia Loren ra ngoài nước Ý khi bà trở thành nữ diễn viên đầu tiên thuộc một nước không nói tiếng Anh giành Giải Oscar cho vai nữ chính.
Năm 1974 De Sica hoàn thành tác phẩm cuối cùng của mình, bộ phim Il Viaggio. Ngày 13 tháng 11 cùng năm, Vittorio De Sica qua đời ở tuổi 72 tại Neuilly-sur-Seine, ngoại vi thủ đô Paris của Pháp.

## Đời tư
Năm 1937 đạo diễn lập gia đình cùng bà Giuditta Rissone, cả hai có một người con gái chung là Emi De Sica. Năm 1942 Vittorio bắt đầu đi lại với một nữ diễn viên người Tây Ban Nha là Maria Mercader. Sau khi làm thủ tục ly dị Rissone ở México, De Sica cưới bà Mercader luôn tại đất nước này trong khi tòa án Ý không công nhận tính hợp pháp của vụ ly dị ở nước ngoài của ông. Vì vậy để tránh bị truy tố vì tội lấy 2 vợ, De Sica phải sang Pháp sống và mãi đến năm 1968 mới làm đám cưới chính thức được với người vợ thứ hai của ông. Với bà Mercader, đạo diễn có thêm hai người con trai là Manuel (sinh năm 1949), sau này trở thành nhà soạn nhạc cho phim, và Christian (sinh năm 1951), người sau này tiếp nối cha mình trở thành diễn viên, đạo diễn và nhà biên kịch.

## Tác phẩm
| Năm         | Tên gốc (tiếng Ý)                 | Tên tiếng Anh                    |
| ----------- | --------------------------------- | -------------------------------- |
| Phim truyện |                                   |                                  |
| 1940        | Rose scarlatte (đồng đạo diễn)    |                                  |
| 1940        | Maddalena, zero in condotta       | Maddalena, Zero for Conduct      |
| 1941        | Teresa Venerdì                    | Do You Like Women                |
| 1942        | Un Garibaldino al convento        | A Garibaldian in the Convent     |
| 1944        | I bambini ci guardano             | The Children Are Watching Us     |
| 1945        | La Porta del cielo                | The Gate of Heaven               |
| 1946        | Sciuscià                          | Shoeshine                        |
| 1948        | Kẻ cắp xe đạp Ladri di biciclette | Bicycle Thieves                  |
| 1951        | Miracolo a Milano                 | Miracle in Milan                 |
| 1952        | Umberto D.                        | Umberto D.                       |
| 1953        | Villa Borghese (đồng đạo diễn)    | It Happened in the Park          |
| 1953        | Stazione Termini                  | Terminal Station Indiscretion    |
| 1954        | L'oro di Napoli                   | The Gold of Naples               |
| 1956        | Il Tetto                          | The Roof                         |
| 1958        | Anna di Brooklyn                  | Anna of Brooklyn                 |
| 1961        | La Ciociara                       | Two Women                        |
| 1961        | Il Giudizio universale            | The Last Judgement               |
| 1962        | I Sequestrati di Altona           | The Condemned of Altona          |
| 1963        | Il Boom                           | Il Boom                          |
| 1963        | Ieri, oggi e domani               | Yesterday, Today and Tomorrow    |
| 1964        | Matrimonio all'italiana           | Marriage Italian-Style           |
| 1966        | Un monde nouveau                  | A New World                      |
| 1966        | Caccia alla volpe                 | After the Fox                    |
| 1967        | Woman Times Seven                 | Woman Times Seven                |
| 1968        | Amanti                            | A Place for Lovers               |
| 1970        | I Girasoli                        | Sunflower                        |
| 1970        | Il Giardino dei Finzi-Contini     | The Garden of the Finzi-Continis |
| 1972        | Lo chiameremo Andrea              | We'll Call Him Andrew            |
| 1973        | Una Breve vacanza                 | A Brief Vacation                 |
| 1974        | Il Viaggio                        | The Voyage                       |
| Phim ngắn   |                                   |                                  |
| 1962        | Boccaccio '70                     |                                  |
| 1967        | Le Streghe                        | The Witches                      |
| 1970        | Le Coppie                         | The Couples                      |

## Giải thưởng
Phim của De Sica đã giành rất nhiều giải thưởng điện ảnh quốc tế uy tín:
- Phim nói tiếng nước ngoài hay nhất tại Lễ trao giải Oscar:
  - 1948 - Sciuscià
  - 1950 - Kẻ cắp xe đạp (Ladri di biciclette)
  - 1965 - Ieri, oggi, domani
  - 1972 - Il Giardino dei Finzi Contini
- Giải BAFTA của Viện hàn lâm Nghệ thuật Điện ảnh và Truyền hình Anh quốc:
  - 1950 - Kẻ cắp xe đạp (Ladri di biciclette)
- Giải thưởng lớn (Grand prix, không có Cành cọ vàng) tại Liên hoan phim Cannes:
  - 1951 - Miracolo a Milano
- Giải Gấu vàng tại Liên hoan phim Berlin:
  - 1971 - Il Giardino dei Finzi Contini

Trong vai trò diễn viên, Vittorio De Sica cũng từng được đề cử Giải Oscar Nam diễn viên phụ xuất sắc nhất cho vai diễn trong phim 
Giã từ vũ khí (A Farewell to Arms).